# Rodolfo Fogwill
Rodolfo Enrique Fogwill (Quilmes, 15 luglio 1941 – Quilmes, 21 agosto 2010) è stato un sociologo, scrittore, professore universitario, esperto di marketing argentino.
Arrestato sul ﬁnire degli anni settanta durante la dittatura per aver inviato «messaggi sovversivi subliminali» in uno spot televisivo da lui prodotto, uscito dal carcere si dedicò a tempo pieno alla narrativa e alla poesia.
Nonostante sia considerato unanimemente dalla critica uno dei massimi scrittori argentini contemporanei, in italiano è stato finora tradotto solo Scene da una battaglia sotterranea.
È scomparso nel 2010 all'età di 69 anni a seguito di un'infezione polmonare.

## Opere
- Scene da una battaglia sotterranea